# Igre na ploči
Igra na ploči je vrsta igre koja za osnovu ima podlogu ili ploču, koja može biti napravljena od raznih vrsta materijala. U većini slučajeva ploča je obično podijeljena na polja koja su iste veličine kao kod igre šah, no to nije obavezno.

## Klasične igre na ploči
- Alquerque
- Backgammon (tavla)
- Čovječe ne ljuti se
- Dama
- Gokus
- Ghana
- Go
- Halma
- Hex
- Kono
- Laska
- Mlin
- Niska bisera/Renju/Pet u red
- Osvoji Jadran
- Otthelo/Reversi
- Ringo
- Rizik
- Salta
- Seega
- Šah
- Tiko
- Trivial pursuit